# Oryzorictes hova
Oryzorictes hova là một loài động vật có vú trong họ Tenrecidae, bộ Afrosoricida. Loài này được A. Grandidier mô tả năm 1870.

## Hình ảnh

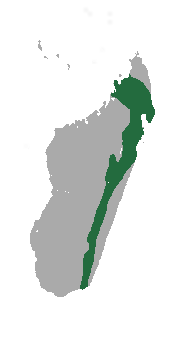